# Busca algorítmica
Expressamente, a busca algorítmica é aquela que utiliza algoritmos para selecionar os resultados. Essa classificação em "Busca Algorítmica", do Inglês "algorithmic search", é de caráter publicitário ou vulgo já que qualquer algoritmo de busca utiliza um algoritmo. Esta denominação foi criada para se diferenciar das "Buscas Patrocinadas" em que o pagamento (patrocínio) dos mecanismos de busca faz com que os resultados patrocinados tenham prioridade.
Por exemplo: para buscar strings (cadeias de texto) que detectariam um vírus de computador, teríamos uma algoritmo semelhante ao seguinte:
```
SE tem extensão .COM
 SE ele tem mais de 900 bytes
  SE tem uma instrução de salto para 597 bytes antes do final do arquivo
   SE a string 0A071A20 aparece nesta localização
    ENTÃO "Vírus XXYYZZ.597 foi encontrado!"
   FIM_SE
  FIM_SE
 FIM_SE
FIM_SE

```

A velocidade de busca geralmente está associada à eficiência do algoritmo de busca. Geralmente, quanto mais refinado for o selecionamento, maior será o processamente e, conseqüentemente, o tempo de resposta.